# 148 av. J.-C.
Cette page concerne l'année 148 av. J.-C. du calendrier julien proleptique.

## Événements
- 28 décembre 149 av. J.-C. (1er janvier 606 du calendrier romain) : début à Rome du consulat de Spurius Postumius Albinus Magnus et Lucius Calpurnius Piso Caesoninus[1].
  - Mort de Massinissa, roi de Numidie, à Cirta au début de l'année[1]. Son ami Scipion Émilien, venu à son chevet, arrive trop tard. Il organise sa succession entre ses trois fils légitimes : Micipsa reçoit l'administration, Mastanabal la justice et Gulussa l'armée, tous trois avec le titre de roi[2]. Scipion retourne à Carthage avec Gulussa, dont les troupes renforcent les contingents romains qui assiègent la ville, et détermine Himilcon Phaméas à passer dans le camp des Romains avec 2 200 cavaliers[1].
- Printemps : arrivée en Afrique du consul Calpurnius Piso et de son légat Lucius Hostilius Mancinus qui dirige la flotte. Scipion rentre à Rome avec Phaméas. Calpurnius Piso décide d’isoler les assiégés de leurs alliés et attaque les villes encore fidèles à Carthage. Il prend Neapolis, qui est mise à sac malgré sa reddition, mais échoue devant Clypea  et Hippo Diarrhytus et prend ses quartiers d'hiver à Utique[3].
- Automne : le préteur Q. Caecilius Metellus vainc Andriscos, qui s'est proclamé roi de Macédoine et le fait prisonnier à la seconde bataille de Pydna. La Macédoine devient une province romaine[4].

- En Gaule cisalpine, début du chantier de la Via Postumia par Postumius Albinus, consul, entre Aquilée et Gênes[5].

- La Ligue achéenne attaque Sparte, qui est vaincue. Le Sénat romain intervient, exigeant que Sparte, Corinthe et Argos soient séparées de l'Achaïe. Les deux dernières villes ne le souhaitent pas[6].

## Naissances
- Sujin, dixième empereur légendaire du Japon.

## Décès
- Massinissa, roi de Numidie, né vers 238 av. J.-C..